# Équipe cycliste CK Banská Bystrica
L'équipe cycliste CK Banská Bystrica est une équipe cycliste slovaque créée en 1970 sous la forme d'une équipe de club et qui est devenue en 2014 une équipe continentale. Elle participe aux circuits continentaux de cyclisme et en particulier l'UCI Europe Tour.

## Histoire de l'équipe
L'équipe est créée en 1970.

### 2014
Le CK Banská Bystrica devient une équipe continentale. Dix-huit coureurs, dont deux stagiaires, constituent son effectif. Tous sont slovaques.

### 2015
Pour cette deuxième saison en tant qu'équipe continentale, seize coureurs slovaques constituent l'effectif de l'équipe.

## Classements UCI
UCI Africa Tour
| Saison | Classement par équipes | Meilleur coureur au classement individuel |
| ------ | ---------------------- | ----------------------------------------- |
| 2014   | 24e                    | Jozef Palčák (178e)                       |
| 2015   | 16e                    | Martin Haring (178e)                      |

## CK Banská Bystrica en 2015

### Effectif
| Cycliste          | Date de naissance | Nationalité | Équipe 2014        |  |
| ----------------- | ----------------- | ----------- | ------------------ |  |
| Lukáš Bátora      | 17 septembre 1985 | Slovaquie   | CK Banská Bystrica |  |
| Jaroslav Chalas   | 19 août 1992      | Slovaquie   | PSK Reprogas       |  |
| Jakub Debnár      | 20 octobre 1988   | Slovaquie   | CK Banská Bystrica |  |
| Miroslav Debnár   | 21 avril 1983     | Slovaquie   | CK Banská Bystrica |  |
| Martin Fraňo      | 3 mai 1978        | Slovaquie   | CK Banská Bystrica |  |
| Filip Glajza      | 5 octobre 1991    | Slovaquie   |                    |  |
| Tomáš Harag       | 11 septembre 1995 | Slovaquie   | CK Banská Bystrica |  |
| Martin Haring     | 24 décembre 1986  | Slovaquie   | CK Banská Bystrica |  |
| Miroslav Hraško   | 7 juin 1990       | Slovaquie   | CK Banská Bystrica |  |
| Matej Kubriczky   | 21 décembre 1989  | Slovaquie   | CK Banská Bystrica |  |
| Jozef Palčák      | 17 décembre 1987  | Slovaquie   | CK Banská Bystrica |  |
| Rudolf Rusina     | 21 mai 1982       | Slovaquie   | CK Banská Bystrica |  |
| Radoslav Štefánik | 30 juin 1989      | Slovaquie   | CK Banská Bystrica |  |
| Jakub Vančo       | 31 octobre 1994   | Slovaquie   | CK Banská Bystrica |  |
| Ivan Viglaský     | 12 mai 1985       | Slovaquie   | CK Banská Bystrica |  |
| Šimon Vozár       | 23 avril 1995     | Slovaquie   |                    |  |
| Stagiaire         | Date de naissance | Nationalité | Équipe 2015        |  |
| Filip Vančo       | 15 août 1996      | Slovaquie   |                    |  |

### Victoires
| Date | Course | Pays | Classe | Vainqueur |
| ---- | ------ | ---- | ------ | --------- |